# Whistler's Father
"Whistler's Father" é o terceiro episódio da vigésima nona temporada da série animada Os Simpsons, e o 621.º no total. Foi ao ar nos Estados Unidos pela FOX em 15 de outubro de 2017.
Alf Clausen é creditado por compor este episódio, apesar de ter sido demitido de sua posição pouco antes da temporada começar.

## Enredo
Marge está fora para a noite com Luann Van Houten, Bernice Hibbert e Helen Lovejoy, e pede a Homer para cuidar de Maggie. As mulheres afirmam que seu senso de estilo é como visitar os The Flintstones.
Enquanto isso, Homer descobre que Maggie tem um talento, sendo uma sábia assobiadora. Homer começa a sonhar em usar seu talento para se tornar famoso.
Enquanto isso, Marge pensa sobre seus gostos e resolve a decoração de uma quarto para a Escola Elementar de Springfield ao contrário de qualquer visto antes, mas Lisa lembra que nunca houve um. A família Hibbert muda sua opinião sobre o estilo de Marge, mas Helen ainda não está convencida enquanto Tony Gordo aparece com seu filho Michael D'Amico, oferecendo-lhe um trabalho apreciando o trabalho que ela fez.
Na Taberna do Moe, Homer tentou enganar as pessoas, mas o Vovô Simpson revela seu truque, contando a história de que o talento de silêncio foi interrompido por uma performance que está acontecendo, e pede a Homer para que ele se torne popular como ele quisesse se tornar. Eles trazem Maggie para o Springfield City Zoo para ensinar seus novos assobios, e Bart Simpson está desapontado que ele é o único filho a não ter talento, enquanto os abutres tentam pegar o Vovô, sem sucesso.
No escritório de correios de Springfield, Tony Gordo pede a Marge que o redecore. Na loja de ferragens, uma família tenta fazer a piada sofá, imitando as câmeras do sofá e o Adolescente da Voz Irritante diz que eles precisam comprá-lo depois fazer a couch gag, enquanto Marge compra coisas para redecorar a estação de correios, mas ela descobre que Tony Gordo transformou-o em uma bodega.
A família, reunida para comer, estão escondendo segredos uns dos outros, incluindo o Ajudante de Papai Noel e Bola de Neve se beijando. Homer traz Maggie para o Canal 6, onde o Hot Shot Tots Springfield Audition é realizado e descobre como o show business funciona e tenta convencer Maggie para parar, mas ela se recusa, enquanto as mulheres descobrem o que aconteceu com o correio.
De volta a casa, Homer diz boa noite a Maggie, dizendo a ela para esconder qualquer outro talento que ela tenha. Quando ele se foi, ela tira uma bela pintura em preto e branco de Homer.
Na cama, Homer e Marge contam uns aos outros os segredos que eles seguravam um do outro. Pouco depois, Homer descobre que Marge está afroxando as calças fazendo com que ele pense que ele está mais magro enquanto ele chora sobre isso.

## Recepção
Dennis Perkins do The A.V. Club deu o episódio um C afirmando: "Há semanas em que a avaliação de Simpsons nos últimos dias é simplesmente um jogo de números. ‘Whistler’s Father,’ sendo verdadeiramente comum em geral, parece exigir esse julgamento de fórmula."
"Whistler's Father" marcou uma classificação de 1,3 com 5 partes e foi assistido por 2,91 milhões de pessoas, fazendo o programa mais notado da noite "The Simpsons".